# SKP Rokycany
SKP Rokycany (celým názvem: Sportovní klub policie Rokycany) je český klub ledního hokeje, který sídlí Rokycanech v Plzeňském kraji. Od sezóny 2014/15 působí v Plzeňské krajské soutěži – sk. A, páté české nejvyšší soutěži ledního hokeje. Klubové barvy jsou červená a modrá.
Své domácí zápasy odehrává na zimním stadionu Rokycany s kapacitou 4 000 diváků.

## Přehled ligové účasti
Stručný přehled
Zdroj: 
- 2003–2005: Plzeňský krajský přebor (4. ligová úroveň v České republice)
- 2005–2006: Plzeňský krajský přebor – sk. B (4. ligová úroveň v České republice)
- 2006–2009: Plzeňský krajský přebor (4. ligová úroveň v České republice)
- 2009–2014: Plzeňská krajská liga (4. ligová úroveň v České republice)
- 2014– : Plzeňská krajská soutěž – sk. A (5. ligová úroveň v České republice)

Jednotlivé ročníky
Zdroj: 
Legenda: ZČ - základní část, červené podbarvení - sestup, zelené podbarvení - postup, fialové podbarvení - reorganizace, změna skupiny či soutěže
| Česko (2003 – ) |                                 |           |           |                                       |                     |
| Sezóny          | Soutěž                          | Úroveň    | ZČ        | Play-off, nadstavba, sk. o udržení... | Poznámky            |
| 2003/04         | Plzeňský krajský přebor         | 4. úroveň | 1. místo  |                                       |                     |
| 2004/05         | Plzeňský krajský přebor         | 4. úroveň | 3. místo  |                                       | Reorganizace        |
| 2005/06         | Plzeňský krajský přebor – sk. B | 4. úroveň | 1. místo  | Finálová skupina (3. místo)           | Reorganizace        |
| 2006/07         | Plzeňský krajský přebor         | 4. úroveň | 3. místo  |                                       |                     |
| 2007/08         | Plzeňský krajský přebor         | 4. úroveň | 4. místo  |                                       |                     |
| 2008/09         | Plzeňský krajský přebor         | 4. úroveň | 6. místo  |                                       | Změna názvu soutěže |
| 2009/10         | Plzeňská krajská liga           | 4. úroveň | 5. místo  | Zápas o 5. místo (výhra)              |                     |
| 2010/11         | Plzeňská krajská liga           | 4. úroveň | 5. místo  | Ne                                    |                     |
| 2011/12         | Plzeňská krajská liga           | 4. úroveň | 7. místo  | Ne                                    |                     |
| 2012/13         | Plzeňská krajská liga           | 4. úroveň | 7. místo  | Čtvrtfinále                           |                     |
| 2013/14         | Plzeňská krajská liga           | 4. úroveň | 9. místo  |                                       | Sestup              |
| 2014/15         | Plzeňská krajská soutěž – sk. A | 5. úroveň | 5. místo  | Čtvrtfinále                           |                     |
| 2015/16         | Plzeňská krajská soutěž – sk. A | 5. úroveň | 1. místo  | Semifinále                            |                     |
| 2016/17         | Plzeňská krajská soutěž – sk. A | 5. úroveň | 1. místo  | Semifinále                            |                     |
| 2017/18         | Plzeňská krajská soutěž – sk. A | 5. úroveň | 10. místo | Ne                                    |                     |
| 2018/19         | Plzeňská krajská soutěž – sk. A | 5. úroveň |           |                                       |                     |